# Raffaele Calabria
Raffaele Calabria, né le 11 décembre 1906 à Lucera en Italie et mort le 24 mai 1984 à Bénévent en Italie, est un archevêque catholique italien du XXe siècle. 

## Biographie
Né à Lucera, il a termina ses études à l'Université pontificale grégorienne en obtenant un diplôme en théologie (matière qu'il enseigna plus tard à Salerne), il fut ordonné prêtre le 16 mars 1929, puis archevêque en 1950. Il exerça les fonctions d'évêque coadjuteur pour le compte du diocèse d'Otrante, puis à l'archidiocèse de Bénévent de 1960 à 1962, à la demande l'archevêque Agostino Mancinelli, qui avait difficulté à soutenir le rythme de ses fonctions. Après avoir brièvement assumé la fonction d'archevêque titulaire d'Héliopolis-en-Phénicie (de) de 1960 à 1962, Raffaele Calabria est nommé à la tête de l'archidiocèse de Bénévent.
Pendant le Concile Vatican II, il prend le parti des positions conservatrices, s'opposant aux progressistes. À l'issue d'une conférence, il a l'occasion de débattre avec le futur cardinal Yves Congar.
C'est à lui que l'on doit la remise en pratique du culte au sein de la cathédrale de Bénévent, ainsi qu'à la disposition de l'orgue monumental et l'œuvre sur la Via Crucis qui s'y trouve. Il meurt le 24 mai 1984, dans ses fonctions, à l'âge de 76 ans.